# Каналський Лом
Каналський Лом (словен. Kanalski Lom) — поселення в общині Толмин, Регіон Горишка, Словенія. Висота над рівнем моря: 607,9 м. Розташоване на пагорбах на південь від Мост на Сочі.